# Joe E. Brown

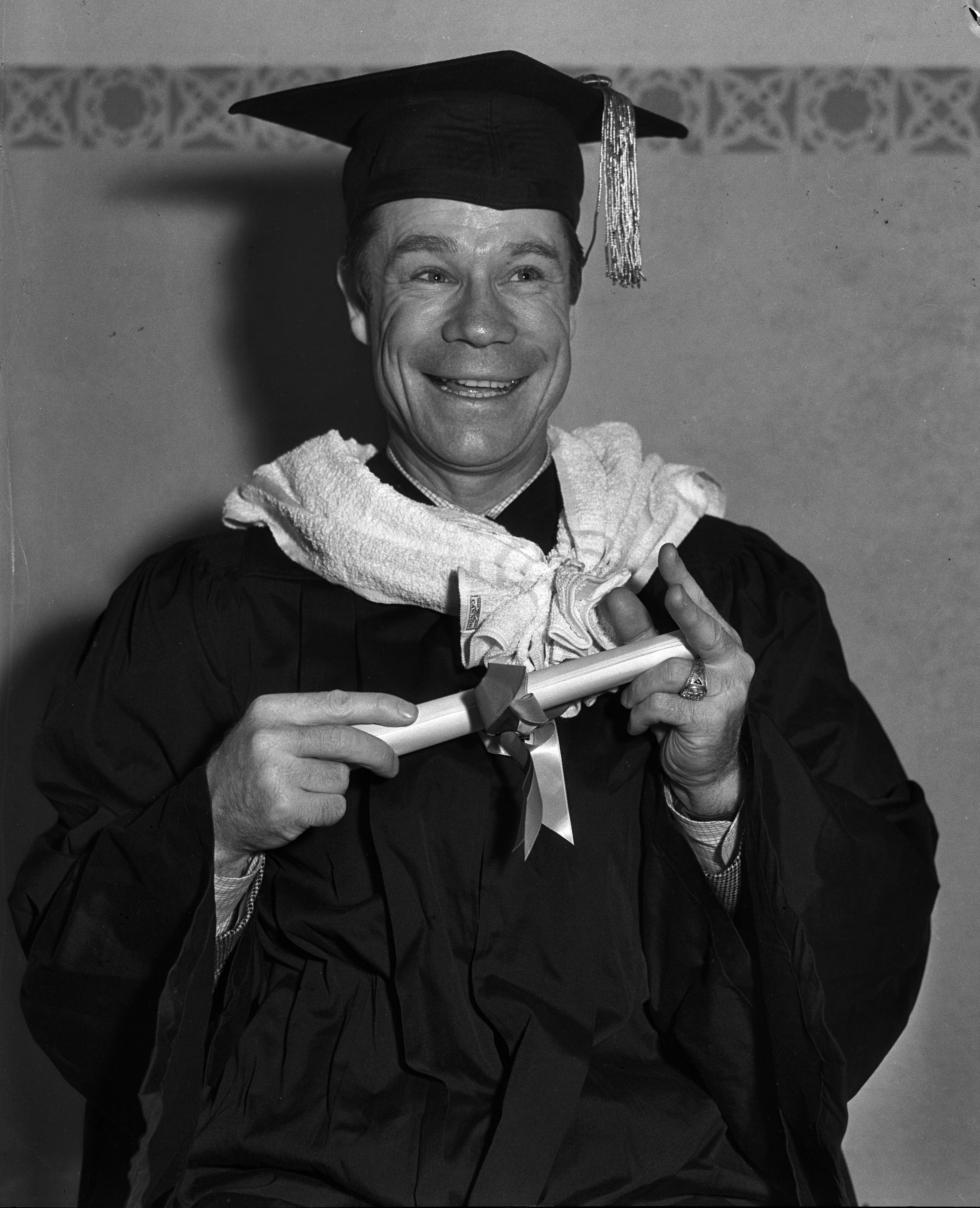
Joe E. Brown

Joseph Evans Brown (* 28. Juli 1891 in Holgate, Ohio; † 6. Juli 1973 in Brentwood, Kalifornien) war ein amerikanischer Komiker, Schauspieler und Baseballspieler. In den 1930er und 1940er Jahren zählte Brown mit seinem breiten Mund als Markenzeichen zu den beliebtesten Komikern Amerikas. Dem deutschsprachigen Publikum ist er vor allem durch die Rolle des lüsternen Millionärs Osgood Fielding III. in Manche mögen’s heiß in Erinnerung geblieben.

## Leben und Karriere

### 1892–1928: Frühes Leben und Theaterkarriere
Joe E. Brown wurde in einer kleinen Stadt im Mittleren Westen als Sohn von Mathias und Anna Brown geboren. Er war das dritte von sieben Kindern. Browns Geburtsjahr ist umstritten, während die meisten Quellen von 1892 ausgehen, nennt sein Grabstein das Jahr 1891. Im Alter von neun Jahren begann Joe E. Browns Showkarriere, indem er sich mit Erlaubnis seiner Eltern einer Schaustellertruppe namens Five Marvelous Ashtons bei einem Gehalt von 1,50 US-Dollar in der Woche anschloss. Diese traten sowohl in Zirkussen als auch in Vaudeville-Theatern auf. Während seiner Reise erlebte er das Erdbeben von San Francisco im Jahr 1906, kehrte bald danach jedoch in seine Heimat nach Ohio zurück. Über eine lokale Amateurmannschaft wurde Brown über Umwege für kurze Zeit zu einem professionellen Baseballspieler und soll sogar ein Angebot der New York Yankees erhalten haben, dieses jedoch für die Fortsetzung seiner Showkarriere ausgeschlagen haben. Er behielt seine athletische Figur allerdings auch nach dem Ende seiner aktiven Karriere. 
Brown setzte seine Zirkuskarriere als Mitglied des aus Frank Prevost und Joseph Bell bestehenden Bell-Prevost Trio fort, doch die Proben mit dem strengen Bell waren teilweise so hart, dass Brown sich das Bein brach. Durch den Rat von Frank Prevost schlug er eine Burlesque-Karriere ein, wo er schnell Lob für sein komödiantisches Talent erhielt. Brown heiratete am 24. Dezember 1915 seine Jugendliebe Kathryn (1892–1977) und hatte mit ihr vier Kinder, darunter zwei eigene Söhne, Don Brown (1916–1942) und Joe L. Brown (1918–2010), langjähriger Transfermanager der Pittsburgh Pirates. Später adoptierten sie die Mädchen Mary (* 1930) und Kathryn (* 1934) im Säuglingsalter. Die Ehe des Paares war sehr glücklich, und beide erneuerten ihr Ehegelöbnis 1940. Ihr Sohn Don war bei dieser Hochzeit der Brautführer, Joe der Trauzeuge und die beiden Töchter die Blumenmädchen. Nachdem Brown eine Familie hatte, arbeitete er in einer Autofabrik sowie bei einer Bowlingbahn. Er fand jedoch erneut durch einen Rat Frank Prevosts den Weg ins Showgeschäft zurück. 
Seinen Durchbruch erreichte er um 1920 mit der Titelrolle im Stück Listen Lester. Durch einen zweiten Erfolg mit dem Stück Jim Jam Jems stieg seine Gage bis 1921 auf 1000 US-Dollar in der Woche. Weitere Stücke mit Brown – zumeist Musicals oder Komödien – wurden ebenfalls Erfolge.

### 1928–1939: Filmkarriere in Hollywood
Joe E. Brown absolvierte seinen ersten Filmauftritt 1928 in dem Kurzfilm Twinkle, twinkle, einer Verfilmung des gleichnamigen Broadway-Stückes mit Brown. Er entschied sich für eine Filmkarriere und trat zunächst in einer Reihe von aufwendigen Musicalfilmen auf, zum Beispiel Cilly mit Marilyn Miller oder Warner Brothers’ zweitem Farbfilm On with the Show, beide aus dem Jahr 1929. Er wurde schnell zu einem beliebten Hauptdarsteller in Komödien und erhielt zeitweise 100.000 US-Dollar für einen Film. Brown spielte in seinen Filmen meist liebenswerte Verlierer und Durchschnittskerle, die sich besonderen Herausforderungen stellen müssen. Das Markenzeichen Browns war sein außergewöhnlich breiter Mund, der auch in Zeichentrickfilmen wie Mother Goose Goes Hollywood parodiert wurde. Der Schauspieler verlegte seinen Wohnsitz wegen seiner Filmkarriere nach Kalifornien.
In drei Filmen verkörperte er Basketballspieler, in Fireman, Save My Child (1932), Elmer the Great (1933) und Alibi Ike (1935). In letzterem wirkte die junge Olivia de Havilland in ihrem ersten im Kino angelaufenen Film mit. Im Jahr 1935 spielte er die Rolle des einfältigen Francis Flute in Max Reinhardts Verfilmung von Ein Sommernachtstraum. Insgesamt galt Brown in den 1930er-Jahren als einer der erfolgreichsten Komiker Amerikas und tourte durch das ganze Land. In den Jahren 1932, 1935 und 1936 gehörte Brown zu den zehn kommerziell erfolgreichsten Filmstars des Jahres. Nachdem einige seiner Filme jedoch finanzielle Misserfolge wurden, ließ sein Erfolg nach und er drehte nur noch kleinere Filme.
Im Dezember 1939 fiel Browns Tochter Kathryn von einem Pferd und erlitt einen Schädelbasisbruch. Nur drei Tage später hatte Brown selbst einen schweren Autounfall. Er überschlug sich mehrfach und stürzte elf Meter eine Böschung hinab. Er erlitt dabei schwerste Rückenverletzungen, und seine Lunge kollabierte. Während der Notoperation hörte sein Herz auf zu schlagen, und er war für 40 Sekunden klinisch tot.

### 1939–1945: Im Zweiten Weltkrieg

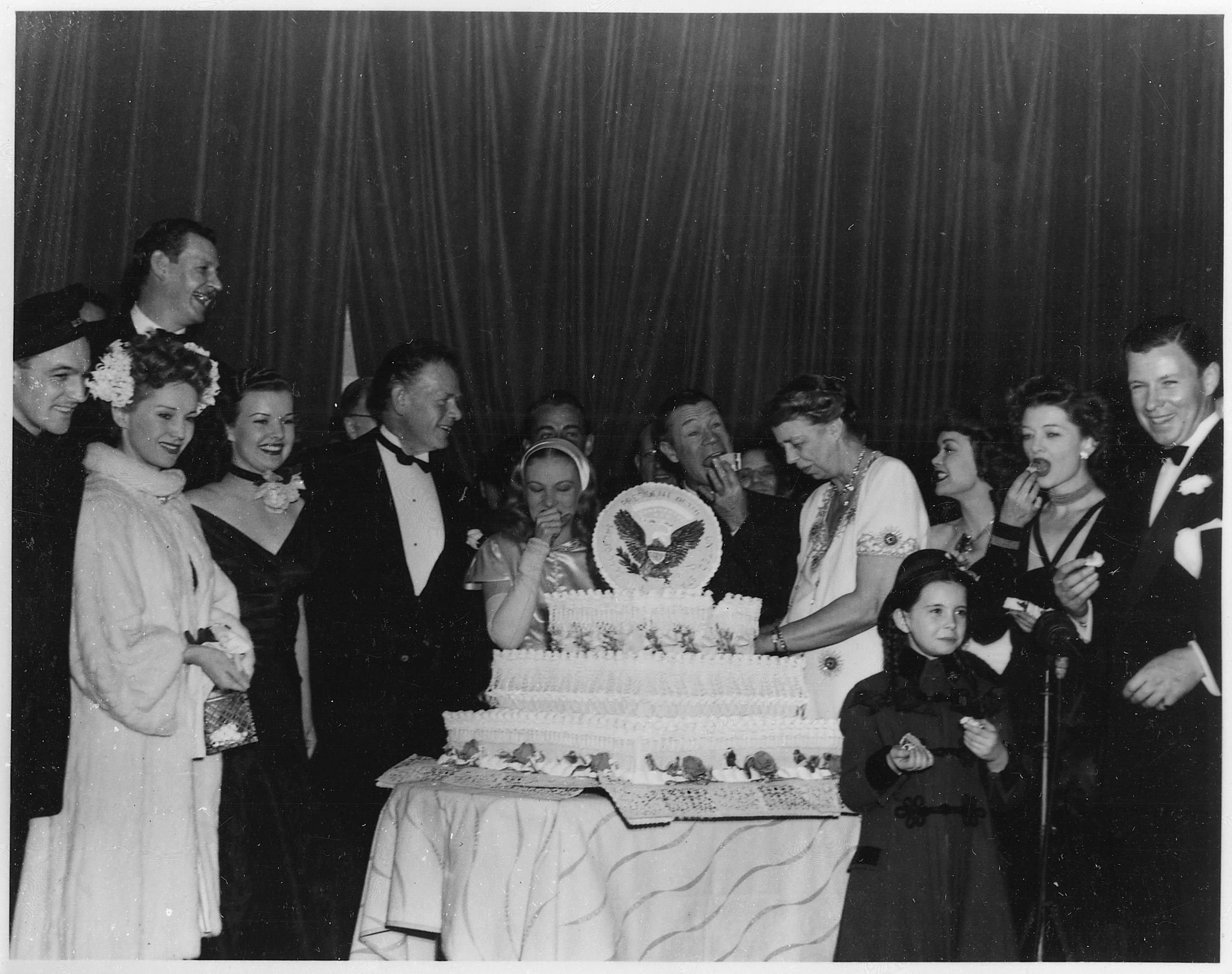
Joe E. Brown (Mitte, mit einem Kuchenstück) auf der Geburtstagsfeier von Eleanor Roosevelt (1945)

Zu Beginn des Zweiten Weltkrieges setzte Brown sich für die Rettung von 20.000 jüdischen Kindern aus Deutschland ein, er selbst adoptierte zwei dieser Kinder. Während er selbst zu alt für einen Einsatz im Krieg war, kämpften seine Söhne dort. Browns Sohn Don E. Brown starb 1942 bei einer Flugübung in Palm Springs, als sein Flugzeug abstürzte.
Joe E. Brown war ein vielbeschäftigter Truppenunterhalter bei der amerikanischen Armee, seine Reisen führten ihn unter anderem in die Karibik und nach Alaska. Außerdem war er Mitglied der Hollywood Canteen und weiteren Projekten. Nach dem Krieg wurde er als einer von nur zwei Zivilbürgern mit dem Bronze Star, einem hohen Militärorden, ausgezeichnet und war ein gern gesehener Gast auf Feiern im Weißen Haus.
Der amerikanische General Douglas MacArthur sagte über die Verdienste des Komikers: „Kein Mann, ob in den USA oder im Ausland, hat mehr für unsere Soldaten getan als Joe E. Brown.“

### 1945–1973: Späte Karriere und Tod
Joe E. Brown erhielt 1948 einen Special Tony Award für seine Darstellung der Titelrolle im Broadway-Erfolg Mein Freund Harvey, der 1950 mit James Stewart verfilmt wurde. Nach längerer Leinwandabstinenz drehte er ab Anfang der 1950er-Jahre wieder vermehrt Filme. So war Brown einer der vielen Stars mit einem Cameo-Auftritt im oscarprämierten Abenteuerfilm In 80 Tagen um die Welt aus dem Jahr 1956, wo er einen Bahnhofsvorsteher in Nebraska spielte. In einem weiteren starbesetzten Film dieser Art, Eine total, total verrückte Welt (1963), hatte er ebenfalls einen kurzen Auftritt als Redner an einem Bauplatz. Zusätzlich spielte er zu dieser Zeit in vielen Fernsehshows mit.
Dem deutschen Publikum ist er vor allem durch die Rolle des lüsternen Millionärs Osgood Fielding III. in Billy Wilders Komödie Manche mögen’s heiß aus dem Jahr 1959 bekannt, der sich mit dem als Frau verkleideten Jack Lemmon beim Tangotanz verlobt. Brown sprach auch den legendären Schlusssatz des Filmklassikers, „Well, Nobody’s perfect!“ (deutsch: „Na und? Niemand ist vollkommen!“). Als „Niemand ist perfekt“ ist es auch im Deutschen zu einer Redensart geworden. Dabei war die Besetzung für diese Rolle eher Zufall. Der Regisseur Wilder traf den eigentlich schon weitgehend im Ruhestand verweilenden Brown bei der Saisoneröffnung der Los Angeles Dodgers und verpflichtete ihn.
Joe E. Brown war ein Mitglied im Bund der Freimaurer, seine Loge war die Rubicon No.237 in Toledo in Ohio. Er engagierte sich bei den Shriners insbesondere für die kostenlose medizinische Versorgung von Kindern.  Er wurde außerdem 1951 der erste Präsident des gemeinnützigen Vereines PONY Baseball and Softball, der sich für benachteiligte Kinder einsetzt, und blieb es bis zum Jahre 1964. Im selben Jahr hatte er auch seine letzten von rund 70 Film- und Fernsehauftritten.
Joe E. Brown verstarb 1973 an Arteriosklerose, nachdem er bereits im Jahre 1968 einen Herzinfarkt erlitten hatte. Er liegt auf dem Prominentenfriedhof Forest Lawn Memorial Park mit seinem Sohn Don und seiner Frau begraben.

## Filmografie (Auswahl)
- 1927: Twinkle, Twinkle (Kurzfilm)
- 1928: Crooks Can’t Win
- 1929: My Lady’s Past
- 1929: On with the Show!
- 1929: Cilly
- 1931: Juwelenraub in Hollywood (The Stolen Jools, Kurzfilm)
- 1931: Broadminded
- 1931: Alle Griffe erlaubt (Sit Tight)
- 1932: Badenix (You Said a Mouthful)
- 1933: Elmer, the Great
- 1933: Mast- und Schotbruch! (Son of a Sailor)
- 1934: Der Schrecken der Rennbahn (6-Day Bike Rider)
- 1934: A Very Honorable Guy
- 1934: The Circus Clown
- 1935: Ein Sommernachtstraum (A Midsummer Night’s Dream)
- 1935: Im Scheinwerferlicht (Bright Lights)
- 1935: Alibi Ike
- 1936: Der geborene Verkäufer (Earthworm Tractors)
- 1936: Heiliges Kanonenrohr (Sons o’ Guns)
- 1937: Der Held im Ring (When’s Your Birthday)
- 1937: Ein schwerer Junge in dünner Luft (Riding On Air)
- 1938: Ein Gladiator namens Hugo (The Gladiator)
- 1938: Wide Open Meeks
- 1942: Shout My Big Mouth
- 1944: Hollywood Canteen
- 1948: The Tender Years
- 1951: Mississippi-Melodie (Show Boat)
- 1956: In 80 Tagen um die Welt (Around the World in Eighty Days)
- 1959: Manche mögen’s heiß (Some Like It Hot)
- 1963: Eine total, total verrückte Welt (It’s a Mad Mad Mad Mad World)
- 1963: Ruhe Sanft GmbH (The Comedy of Terrors)

## Auszeichnungen
- 1948: Special Tony Award
- 1960: Stern auf dem Hollywood Walk of Fame (1680 Vine Street)
- 2001: Aufnahme in die Liste der 250 größten männlichen amerikanischen Filmlegenden des American Film Institute